# Вис, Каролина
Каролина Вис (нидерл. Caroline Vis; род. 4 марта 1970, Влардинген, Южная Голландия) — нидерландская профессиональная теннисистка, специализировавшаяся на игре в парах. Победительница девяти турниров WTA в парном разряде, финалистка Открытого чемпионата Франции 1991 года в смешанном парном разряде.

## Спортивная карьера

### Начало карьеры: 1987—1991
Свои первые матчи в профессиональном турнире Каролина Вис провела в июле 1987 года в  Амерсфорте, где на турнире ITF она победила в паре с Габи Коренгел. Через год Вис и Коренгел повторили свой успех в Амерсфорте, а в конце года Вис уже была приглашена в сборную Нидерландов на игры Кубка Федерации. После сухого поражения от испанок нидерландская команда в утешительном турнире также всухую разгромила сборную Бразилии, а затем победила 2:1 команду Великобритании. В обоих матчах Вис выиграла парную встречу вместе с Манон Боллеграф.
В феврале-марте 1989 года Вис выиграла три турнира ITF в Израиле в паре с Марианн ван дер Торре, а  в середине года впервые вышла в финал турнира ITF в одиночном разряде. В октябре 1990 года в Нашвилле она вышла в первый в карьере финал турнира WTA. Её партнёршей была Бренда Шульц, и с ней Вис, занимавшая в рейтинге место в середине второй сотни, сумела победить по пути в финал третью посеянную пару — Николь Провис и Элну Рейнах. На следующий год она также дошла до финала в Нашвилле, теперь с Яюк Басуки из Индонезии, причём они снова победили по ходу третью посеянную пару, Катрину Адамс и Елену Брюховец. Но главным достижением сезона стал выход в паре с Паулом Хархёйсом в финал Открытого чемпионата Франции в смешанном парном разряде. Вис и один из лидеров мужского парного тенниса Хархёйс были посеяны под четырнадцатым номером в первом для Каролины турнире Большого шлема в смешанном парном разряде, но благодаря удачному стечению обстоятельств не встретили до финала больше ни одной посеянной пары. В финале они проиграли посеянным двенадцатыми Гелене Суковой и её брату Цирилу.

### Переходный период: 1992—1996
В 1992 году в Варегеме (Бельгия) Вис в паре с Манон Боллеграф выиграла первый в карьере турнир WTA, а на следующий год в Будапеште с Инес Горрочатеги — второй. После этого ей несколько лет не удавалось пополнить список титулов, хотя в следующие два сезона она пять раз выходила в финал турниров, включая один турнир I категории — European Indoors в Цюрихе. В 1994 и 1995 годах ей с Лаурой Голарсой из Италии трижды удавалось войти в число 16 лучших пар на турнирах Большого шлема, а в 1996 году Вис и Яюк Басуки дважды побывали в четвертьфинале — сначала Открытого чемпионата Австралии, а затем Уимблдонского турнира, где они по пути переиграли посеянных шестыми Николь Арендт и Боллеграф. По итогам сезона 1996 года (в течение которого они также пять раз доходили до полуфиналов, в том числе на турнирах I категории в Монреале и Цюрихе) Басуки и Вис попали в число участниц итогового турнира WTA, но в первой же игре уступили Мередит Макграт и Ларисе Савченко-Нейланд. На Открытом чемпионате США 1996 года Вис дошла до четвертьфинала в миксте в паре с Байроном Талботом из ЮАР. В 1994 году она одержала самую значительную победу в одиночной карьере: находясь только на 187-м месте в рейтинге, она победила в Париже двенадцатую ракетку мира Мари Пьерс.

### Пик карьеры: 1997—1999
В 1997 и 1998 годах пара Басуки—Вис продолжала успешно выступать в турнирах. В 1997 году они ещё дважды вышли в четвертьфиналы турниров Большого шлема, на этот раз в Открытом чемпионате Франции и Открытом чемпионате США, и выиграли два турнира, в том числе турнир I категории в Торонто — самый высокий титул за карьеру Вис. В Торонто они были посеяны шестыми и на пути к победе обыграли пары, посеянные под первым и вторым номерами, а через год в Монреале победили вторую посеянную пару, но в финале проиграли первой — Яне Новотной и Мартине Хингис, на тот момент лучшим в мире. Реванш Басуки и Вис взяли на итоговом турнире года, выбив из борьбе Новотну и Хингис в первом круге, но дальше на их пути стали Натали Тозья и Александра Фусаи. Все эти успехи привели к тому, что в 1998 году Вис вошла в десятку сильнейших теннисисток мира в парном разряде, а в конце 1997 года была приглашена для участия в финальном матче Кубка Федерации 1997 года, где нидерландская сборная проиграла француженкам. В смешанном парном разряде Вис особенно успешно играла в 1998 году: в этом году она дважды играла в полуфиналах турниров Большого шлема — сначала в Австралии с Махешем Бхупати, а потом на Уимблдоне с Хархёйсом (проиграли будущим победителям Серене Уильямс и Максиму Мирному). На Открытом чемпионате Франции она вышла в четвертьфинал с Джоном-Лаффни де Ягером.
В 1999 году партнёршей Вис была румынка Ирина Спырля, с которой они четыре раза доходили до финала в турнирах WTA, завоевав три титула и получив (в четвёртый раз подряд в карьере Вис) право на участие в финальном турнире года, где, однако, выбыли из борьбы уже в первом круге.

### Завершение карьеры: 2000—2006
На следующий год Вис сменила нескольких партнёрш, включая Спырлю, Боллеграф и (в конце сезона) Басуки, а в 2001 году в основном выступала с Басуки и Николь Арендт из США. Эти два года принесли ей достаточно скромные успехи: два титула и два проигранных финала, а также выход в четвертьфинал Открытого чемпионата Франции. В 2002 году основной партнёршей Вис была Александра Фусаи, и вместе они дважды играли в финалах, в том числе на турнире I категории в Чарльстоне, где проиграли сильнейшей паре мира, Лизе Реймонд и Ренне Стаббс. В паре с Майклом Хиллом Вис ещё раз дошла в этот год до полуфинала Открытого чемпионата Австралии в миксте, после того, как в первом круге они победили посеянных первыми Стаббс и Тодда Вудбриджа.
Каролина Вис продолжала выступать в парном разряде до февраля 2004 года. После этого она ещё дважды появлялась на турнирах 2006 года, куда получала wild card, прежде чем окончательно завершить игровую карьеру.

## Участие в финалах турниров Большого шлема в смешанном парном разряде за карьеру (1)
Поражение (1)
| Год  | Турнир                     | Покрытие | Партнёр      | Соперники в финале      | Счёт в финале |
| ---- | -------------------------- | -------- | ------------ | ----------------------- | ------------- |
| 1991 | Открытый чемпионат Франции | Грунт    | Паул Хархёйс | Гелена Сукова Цирил Сук | 6-3, 4-6, 1-6 |

## Участие в финалах турниров WTA в женском парном разряде за карьеру (26)
| Легенда                    |
| -------------------------- |
| Большой шлем (0)           |
| Итоговый чемпионат WTA (0) |
| I категория (5)            |
| II категория (8)           |
| III категория (7)          |
| IV категория (5)           |
| V категория (1)            |

### Победы (9)
| №  | Дата        | Турнир                                | Покрытие  | Партнёр          | Соперницы в финале                    | Счёт в финале |
| -- | ----------- | ------------------------------------- | --------- | ---------------- | ------------------------------------- | ------------- |
| 1. | 4 мая 1992  | Варегем, Бельгия                      | Грунт     | Манон Боллеграф  | Елена Брюховец Петра Лангрова         | 6-4, 6-3      |
| 2. | 18 окт 1993 | Открытый чемпионат Будапешта, Венгрия | Ковёр (i) | Инес Горрочатеги | Патрисия Тарабини Сандра Чеккини      | 6-1, 6-3      |
| 3. | 4 авг 1997  | Acura Classic, Лос-Анджелес, США      | Хард      | Яюк Басуки       | Лариса Савченко-Нейланд Гелена Сукова | 7-67, 6-3     |
| 4. | 11 авг 1997 | Du Maurier Open, Торонто, Канада      | Хард      | Яюк Басуки       | Николь Арендт Манон Боллеграф         | 3-6, 7-5, 6-4 |
| 5. | 22 фев 1999 | Open Gaz de France, Париж, Франция    | Ковёр (i) | Ирина Спырля     | Елена Лиховцева Ай Сугияма            | 7-5, 3-6, 6-3 |
| 6. | 20 сен 1999 | SEAT Open, Люксембург                 | Ковёр (i) | Ирина Спырля     | Тина Крижан Катарина Среботник        | 6-1, 6-2      |
| 7. | 25 окт 1999 | Generali Ladies Linz, Австрия         | Ковёр (i) | Ирина Спырля     | Тина Крижан Лариса Савченко-Нейланд   | 6-4, 6-3      |
| 8. | 13 ноя 2000 | Volvo Women’s Open, Паттайя, Таиланд  | Хард      | Яюк Басуки       | Тина Крижан Катарина Среботник        | 6-3, 6-3      |
| 9. | 12 фев 2001 | Dubai Duty Free, ОАЭ                  | Хард      | Яюк Басуки       | Карина Габшудова Оса Свенссон         | 6-0, 4-6, 6-2 |

### Поражения (17)
| №   | Дата        | Турнир                                     | Покрытие  | Партнёр               | Соперницы в финале                      | Счёт в финале  |
| --- | ----------- | ------------------------------------------ | --------- | --------------------- | --------------------------------------- | -------------- |
| 1.  | 29 окт 1990 | Нашвилл, США                               | Хард (i)  | Бренда Шульц          | Кэти Джордан Лариса Савченко            | 1-6, 2-6       |
| 2.  | 4 ноя 1991  | Нашвилл (2)                                | Хард (i)  | Яюк Басуки            | Сэнди Коллинз Элна Рейнах               | 7-5, 4-6, 7-67 |
| 3.  | 12 июл 1993 | BVV Prague Open, Чехия                     | Грунт     | Лаура Голарса         | Инес Горрочатеги Патрисия Тарабини      | 2-6, 3-6       |
| 4.  | 16 мая 1994 | Международный турнир в Страсбурге, Франция | Грунт     | Патрисия Тарабини     | Лори Макнил Ренне Стаббс                | 3-6, 6-3, 2-6  |
| 5.  | 19 сен 1994 | Открытый чемпионат Москвы, Россия          | Ковёр (i) | Лаура Голарса         | Елена Макарова Евгения Манюкова         | 6-73, 4-6      |
| 6.  | 30 янв 1995 | Amway Classic, Окленд, Новая Зеландия      | Хард      | Лаура Голарса         | Элна Рейнах Джилл Хетерингтон           | 6-75, 2-6      |
| 7.  | 25 сен 1995 | Лейпциг, Германия                          | Ковёр (i) | Бренда Шульц-Маккарти | Мередит Макграт Лариса Савченко-Нейланд | 4-6, 4-6       |
| 8.  | 2 окт 1995  | European Indoors, Цюрих, Швейцария         | Ковёр (i) | Чанда Рубин           | Николь Арендт Манон Боллеграф           | 4-6, 7-64, 4-6 |
| 9.  | 27 окт 1997 | Кубок Кремля, Москва, Россия               | Ковёр (i) | Яюк Басуки            | Наталья Зверева Аранча Санчес-Викарио   | 3-5 — дискв.   |
| 10. | 16 фев 1998 | Faber Grand Prix, Ганновер, Германия       | Ковёр (i) | Елена Лиховцева       | Лиза Реймонд Ренне Стаббс               | 1-6, 7-64, 3-6 |
| 11. | 18 мая 1998 | Международный турнир в Страсбурге (2)      | Грунт     | Яюк Басуки            | Натали Тозья Александра Фусаи           | 4-6, 3-6       |
| 12. | 17 авг 1998 | Du Maurier Open, Монреаль, Канада          | Хард      | Яюк Басуки            | Яна Новотна Мартина Хингис              | 3-6, 3-6       |
| 13. | 19 апр 1999 | Dreamland Egypt Classic, Каир, Египет      | Грунт     | Ирина Спырля          | Лоранс Куртуа Аранча Санчес-Викарио     | 7-5, 1-6, 6-73 |
| 14. | 23 июл 2001 | Bank of the West Classic, Станфорд, США    | Хард      | Николь Арендт         | Джанет Ли Уинна Пракуся                 | 6-3, 3-6, 3-6  |
| 15. | 5 авг 2001  | estyle.com Classic, Лос-Анджелес, США      | Хард      | Николь Арендт         | Кимберли По-Мессерли Натали Тозья       | 3-6, 5-7       |
| 16. | 11 фев 2002 | Qatar Total Fina Elf Open, Доха            | Хард      | Александра Фусаи      | Жанетта Гусарова Аранча Санчес-Викарио  | 3-6, 3-6       |
| 17. | 15 апр 2002 | Family Circle Cup, Чарльстон, США          | Грунт     | Александра Фусаи      | Лиза Реймонд Ренне Стаббс               | 4-6, 6-3, 7-64 |

## Статистика участия в центральных турнирах за карьеру

### Женский парный разряд
| Турнир                       | 1990 | 1991 | 1992 | 1993 | 1994 | 1995 | 1996 | 1997 | 1998 | 1999 | 2000 | 2001 | 2002 | 2003 | 2004 | Итого  | В / П за карьеру |
| ---------------------------- | ---- | ---- | ---- | ---- | ---- | ---- | ---- | ---- | ---- | ---- | ---- | ---- | ---- | ---- | ---- | ------ | ---------------- |
| Открытый чемпионат Австралии | 1К   | НУ   | НУ   | НУ   | НУ   | 1К   | 1/4  | 2К   | 3К   | 2К   | 2К   | 1К   | 2К   | 1К   | 2К   | 0 / 11 | 10–11            |
| Открытый чемпионат Франции   | 2К   | 1К   | 2К   | 2К   | 2К   | 3К   | 3К   | 1/4  | 3К   | 1К   | 1К   | 1/4  | 3К   | 2К   | НУ   | 0 / 14 | 19–14            |
| Уимблдонский турнир          | 1К   | 2К   | 1К   | 3К   | 3К   | 1К   | 1/4  | 3К   | 3К   | 3К   | 3К   | 2К   | 1К   | 1К   | НУ   | 0 / 14 | 17–14            |
| Открытый чемпионат США       | НУ   | 1К   | 2К   | 1К   | 3К   | 1К   | 3К   | 1/4  | 2К   | 1К   | 1К   | 1К   | 2К   | 2К   | НУ   | 0 / 13 | 12–13            |
| Итоговый чемпионат WTA       | НУ   | НУ   | НУ   | НУ   | НУ   | НУ   | 1К   | 1К   | 1/2  | 1К   | НУ   | НУ   | НУ   | НУ   | НУ   | 0 / 4  | 1-4              |

### Смешанный парный разряд
| Турнир                       | 1991 | 1992 | 1993 | 1994 | 1995 | 1996 | 1997 | 1998 | 1999 | 2000 | 2001 | 2002 | 2003 | Итого  | В / П за карьеру |
| ---------------------------- | ---- | ---- | ---- | ---- | ---- | ---- | ---- | ---- | ---- | ---- | ---- | ---- | ---- | ------ | ---------------- |
| Открытый чемпионат Австралии | НУ   | НУ   | НУ   | НУ   | 1К   | 1К   | 1К   | 1/2  | 1К   | 2К   | НУ   | 1/2  | 1К   | 0 / 8  | 7–8              |
| Открытый чемпионат Франции   | Ф    | 1К   | 3К   | 2К   | 1К   | 2К   | 2К   | 1/4  | 2К   | 1К   | НУ   | 1/4  | НУ   | 0 / 11 | 17–11            |
| Уимблдонский турнир          | 3К   | 2К   | 2К   | 1К   | 1К   | 1К   | 1К   | 1/2  | 2К   | 1К   | 1К   | 1К   | 2К   | 0 / 13 | 10–13            |
| Открытый чемпионат США       | НУ   | НУ   | НУ   | НУ   | 1К   | 1/4  | 1К   | 2К   | 1К   | 1К   | 2К   | НУ   | НУ   | 0 / 7  | 5–7              |

## Участие в финалах командных турниров (1)
Поражение (1)
| Год  | Турнир          | Место       | Команда                                                        | Соперник в финале                              | Счёт |
| 1997 | Кубок Федерации | Хертогенбос | Нидерланды М. Боллеграф, К. Вис, М. Ореманс, Б. Шульц-Маккарти | Франция М. Пьерс, С. Тестю, Н. Тозья, А. Фусаи | 1-4  |